# فهرست مقالات فارسی در زمینه تحقیقات ایرانی
فهرست مقالات فارسی در زمینهٔ تحقیقات ایرانی کتابی است که ایرج افشار تدوین آن را در دههٔ ۱۳۳۰ آغاز کرد، تا شش جلد آن را شخصاً پی گرفت، و جلدهای هفتم تا سیزدهم آن به کوششِ دیگران منتشر شد. واپسین جلدِ منتشرشدهٔ این کتاب، یعنی جلد سیزدهم، به سال ۱۴۰۱ هجری خورشیدی چاپ و منتشر شد.